# Anastasija Zakharova
Anastasija Vladimirovna Zakharova (russisk: Анастасия Владимировна Захарова, født 18. januar 2002 i Volgograd, Rusland) er en professionel tennisspiller fra Rusland.